# Synagoge (Oberstreu)

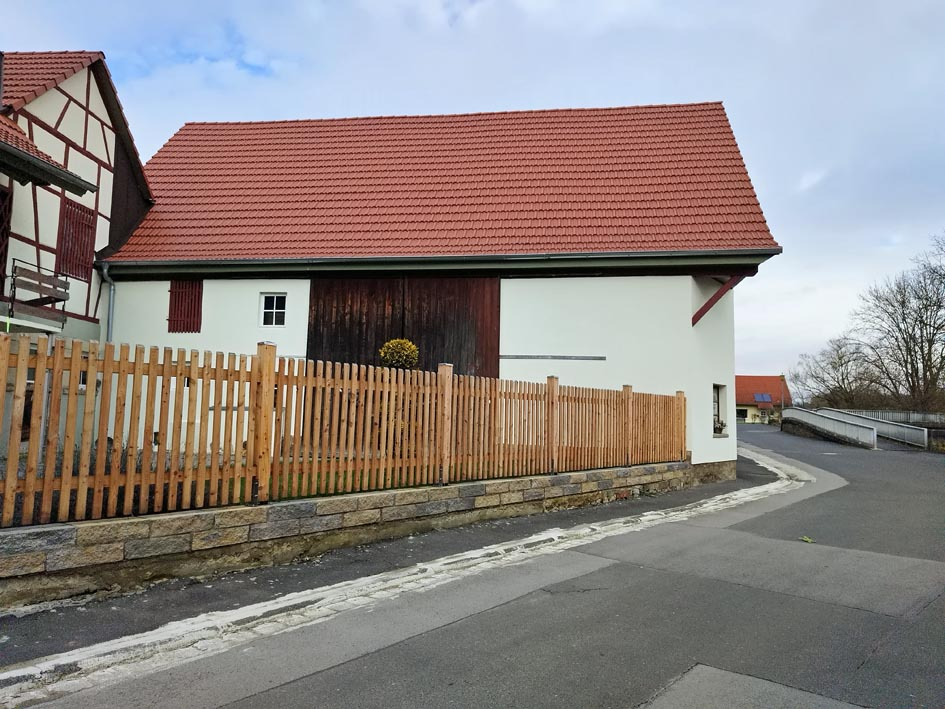
Oberstreu Synagoge (2024)

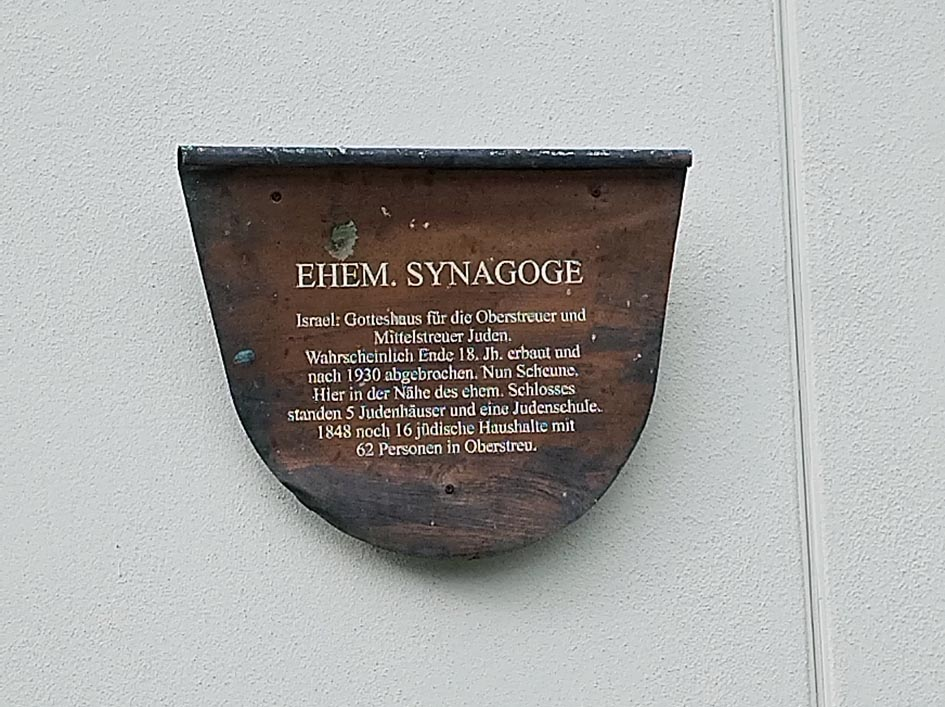
Oberstreu Infotafel Synagoge (2024)

Die ehemalige Synagoge in Oberstreu Dorfgrabenweg 9 (früher: Schenkengasse 37) wurde im späten 18. Jahrhundert erbaut.
Im Jahr 1930 brach man sie bis auf einige Mauerreste aus Backstein im Erdgeschossbereich und Teile der Mikwe ab. Heute wird das Gebäude der ehemaligen Synagoge als Scheune genutzt. Eine Erinnerungstafel ist an der Außenmauer befestigt.
In der Nähe standen früher fünf „Judenhäuser“ und eine Judenschule. Die Synagoge wurde auch von Juden aus Mittelstreu besucht.